# 8242 Joshemery
8242 Joshemery este un asteroid din centura principală de asteroizi.

## Descriere
8242 Joshemery este un asteroid din centura principală de asteroizi. A fost descoperit pe 30 septembrie 1975 la Observatorul Palomar de Schelte J. Bus. Asteroidul prezintă o orbită caracterizată de o semiaxă mare de 2,99 ua, o excentricitate de 0,05 și o înclinație de 10,4° în raport cu ecliptica.